# 鯉こく

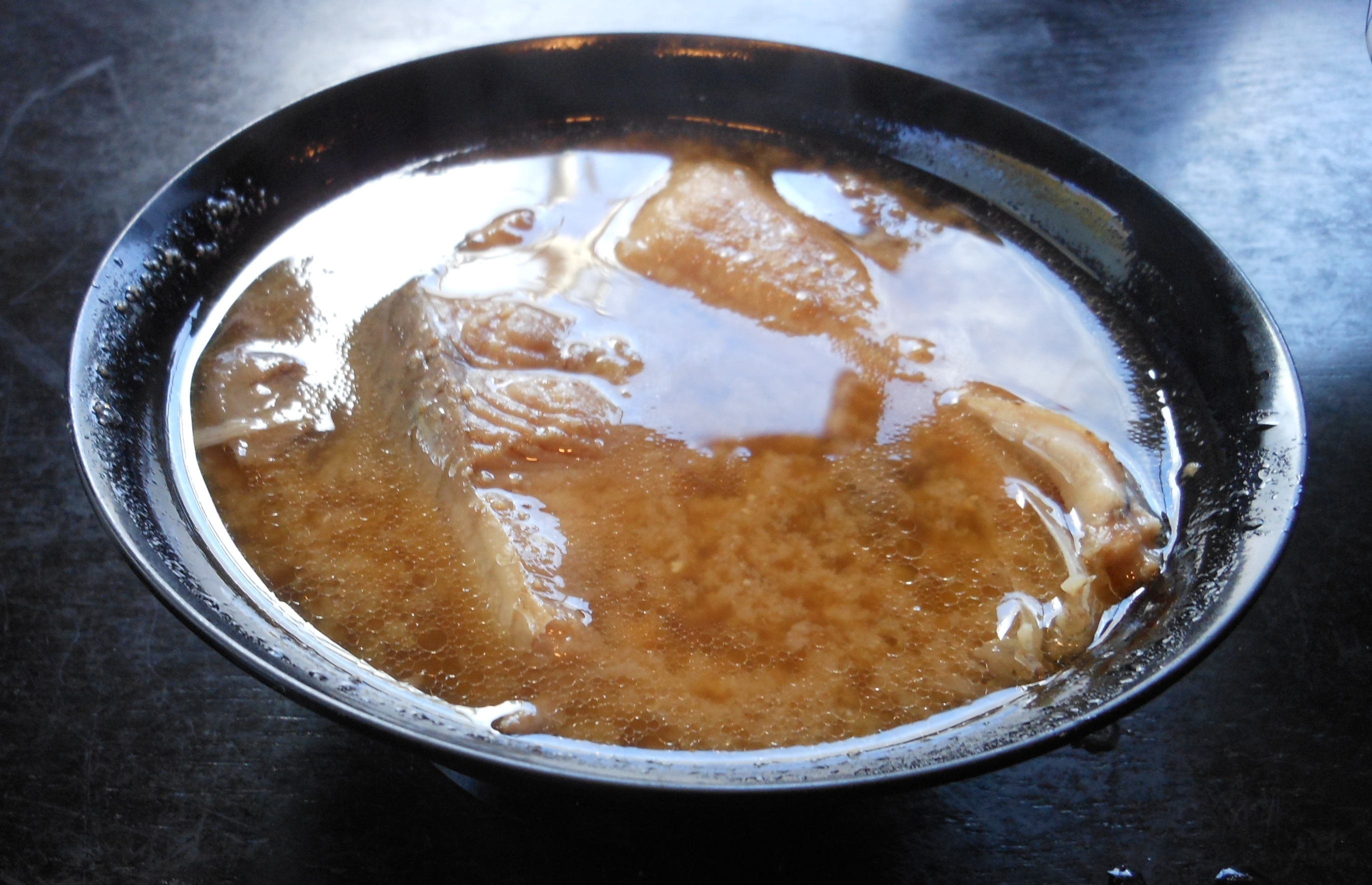
長野県佐久市で供された鯉こく。

鯉こく（鯉濃、こいこく）とは、輪切りにした鯉を、味噌汁で煮た味噌煮込み料理。鯉こくのこくとは、濃漿（こくしょう）という、味噌を用いた汁物のことであり、鯉こくはこの濃漿の一種。江戸時代には、「鯉汁」、「胃入り汁」、「わた煎鯉」とも呼ばれていた。

## 解説
濃漿は江戸時代までは盛んに作られており、鯉ばかりでなくウナギ、フナ、スッポン、サンショウウオ、各種野鳥などでも作られていたとされ、臭みの強い魚肉類を濃く仕立てた薄味噌で煮込んだ料理だった。江戸時代以降は濃漿はほぼ廃れてしまい、鯉を材料とした鯉こくのみが生き永らえて現在に至っている。
庶民の肉食習慣が一般化する以前の重要なタンパク質、栄養元として利用され、海産魚類の入手が困難であった地域に多く存在し、2000年代以降も日本の各地に食習慣として伝承している。鯉こくは、出産後の母乳の出を良くすることを期待し食される場合が多い。
例えば広島県（尾三地区）では、鯉こくは好意を持っている相手に対して鯉の手料理を作って、好きな気持ちを伝えるという儀式があり、現在でも伝承されている。